# 페이게이트

## PayGate
페이게이트(영어: PayGate)는 1998년 창업한 토종 한국기업으로 미국, 영국, 홍콩, 일본에 자회사를 둔
소프트웨어(전자결제시스템)개발, 공급, 전자지불서비스, 인터넷 쇼핑몰 운영 등 개발 및 공급을 하고 있는 대한민국의 기업이다. 본사는 서울시 송파구 석촌호수로 258 아르누보팰리스 (송파동)에 있다.

## 연혁
창업기 (1998~2007년)
- 1998년 5월   Payment Solution 개발
- 1998년 8월   PayGate.Net 설립
- 1998년 11월   PayGate Service Version | 온라인 결제서비스 실시
- 1999년 2월   국내 최초 개인용 전자지불 시범서비스 실시
- 1999년 9월   Paygate Multi Payment Gateway System 특허출원
- 1999년 12월  호주 시드니올림픽 한국 후원사이트 공식지불서비스 계약체결
- 2001년 2월   전자지불업계 최초로 ISO-9001 인증 획득.[1]
- 2003년 2월   전자상거래시스템 및 전자상거래방법 특허등록
- 2003년 6월   세이퍼트(Seyfert) 전자금융 서비스 실시
- 2003년 10월  기술혁신형 중소기업(INNO-Biz) A등급 및 기술벤처기업 선정
- 2004년 4월   "KBS 인터넷(주)" 온라인 종합 결제대행사 선정
- 2005년 10월  벤처기업 인증(중소기업진흥공단)
- 2006년 11월 애플컴퓨터 온라인스토어 전자지불서비스 계약 체결 및 서비스
- 2007년 6월   전자금융업자 등록 (금융감독원)

해외결제진출 (2008~2012년)
- 2008년 1월    글로벌 해외결제서비스 개시
- 2008년 2월    글로벌 중국 결제서비스 개시[2]
- 2008년 11월   PCI DSS v.1.1 인증 완료, 산림청 결제시스템 공급 계약 체결
- 2009년 4월    Mobile OK 표준기반 결제모듈개발 사업자 선정
- 2009년 11월 	매매보호사이트(www.paygate.co.kr) 서비스 오픈, PCI DSS 1.2 인증 획득, Web 표준 기반 금액 인증(AA Service) 개발
- 2010년 7월 	해외사업자 글로벌 PG 서비스 개시
- 2011년 11월 	AA(금액인증) 공인인증기관 평가
- 2012년 7월 	당사 AA(Amount Authentication)인증 금융감독원 승인
- 2012년 10월 	미국사업체 peerTransfer 한국 결제서비스 오픈
- 2012년 12월 	국내최초 PCIDSS v.2.0 인증[3]

크라우드펀딩, 핀테크포럼, 환전업무 (2013~2016년)
- 2013년 6월 	알리딘 AA 서비스 오픈
- 2013년 12월 	유럽계좌이체 제휴 체결, PCI DSS v.2.0 갱신
- 2014년 10월 	이커머스 플러그인 제공, 환전서비스 시작
- 2014년 11월   한국핀테크포럼 발족 및 지원
- 2015년 1월   오픈페이캡쳐 출시
- 2015년 5월   오픈뱅킹 세이퍼트기반 크라우드펀딩, P2P금융서비스 개시
- 2015년 7월   기획재정부 전자상거래 외화송금 외국환업무 등록
- 2015년 9월   내외국민 대상 환전업무 개시
- 2015년 10월   기업부설연구소 인가(한국산업기술진흥협회)
- 2015년 12월   벤처기업인증(기술보증기금)
- 2016년 5월   	정보보안인증 ISO27001 인증[4]

- 2016년 6월   	제1회 월드핀테크포럼 발족 및 개최

~현재
- 2017년 2월   	서울시 모바일 외화송금서비스 사업자 선정
- 2017년 7월   	제2회 월드핀테크포럼 개최 및 지원
- 2017년 11월   기획재정부 소액 해외송금업 등록
- 2018년 2월   	벤처기업인증갱신(연구개발기업/기술보증기업)
- 2018년 3월   	B2B온라인플랫폼 결제대행 전단계 알리바바티몰 B2B 상품공급 개시

## Seyfert
세이퍼트(Seyfert)는 거대한 블랙홀이 중심에 위치한 세이퍼트 은하(Seyfert Galaxy)의 이름에서 따온 페이게이트의 핀테크 플랫폼의 명칭이다, 세이퍼트는 서비스 명칭에 걸맞도록 다양한 온라인 금융거래를 처리할 수 있는 클라우드 기반의 핀테크 플랫폼이다.
은행 가상계좌와 회원을 연결하는 세이퍼트는 정산, 집금, 결제, 에스크로 등의 기능을 기반으로 다양한 인터넷 서비스에 활용되고 있다.
세이퍼트는 최신의 핀테크 서비스를 운영하기 위한 가장 빠르고 효과적인 방법을 최소의 비용으로 제공되고 있다.
2017년 6월 기준 국내 P2P사업자의 80%가 세이퍼트플랫폼을 기반으로 서비스 런칭하고 있다.

## Seyfert 특징 및 장점
1. 최소 비용으로 최신의 핀테크 서비스를 운영하는 가장 빠르고 효과적인 방법을 제공
2. 10년 이상 운용을 통한 검증된 신뢰성[7]
3. 즉시 이용 가능한 오픈 서비스
4. 엄격한 자금세탁방지 규정 (AML Policy)
5. 블록체인 기반 데이터 무결성 보장[8]